# Taiping (vapor)
El SS Taiping fue un barco de vapor de 4.324 toneladas construido por Hong Kong and Whampoa Dock Company, Hong Kong en 1926 para la Australian Oriental Line. El Taiping fue requisado por la Marina Real Británica como buque de expedición de suministros de avituallamiento en 1941, durante la Segunda Guerra Mundial. Fue devuelto a sus propietarios a principios de 1947. Se hundió después de una colisión contra otro barco mientras se dirigía de China continental a Taiwán el 27 de enero de 1949. Con un número estimado de muertos de más de 1.500 personas, se ubica como uno de los diez desastres marítimos en tiempos de paz más mortíferos de la historia.

## Hundimiento

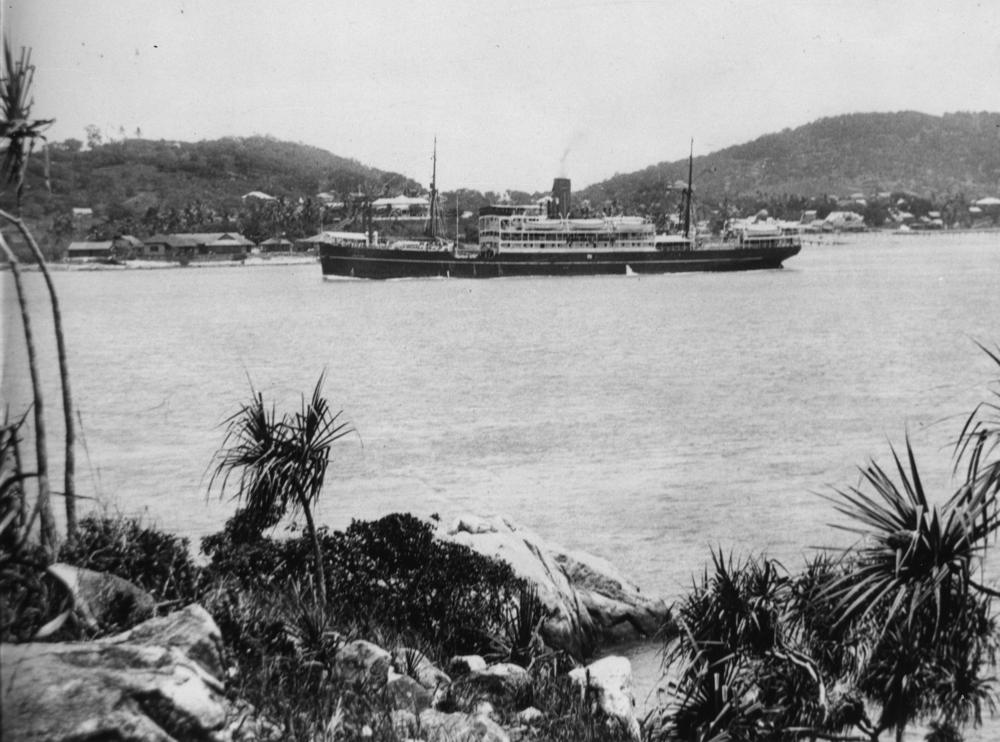
El Taiping en torno a 1935.

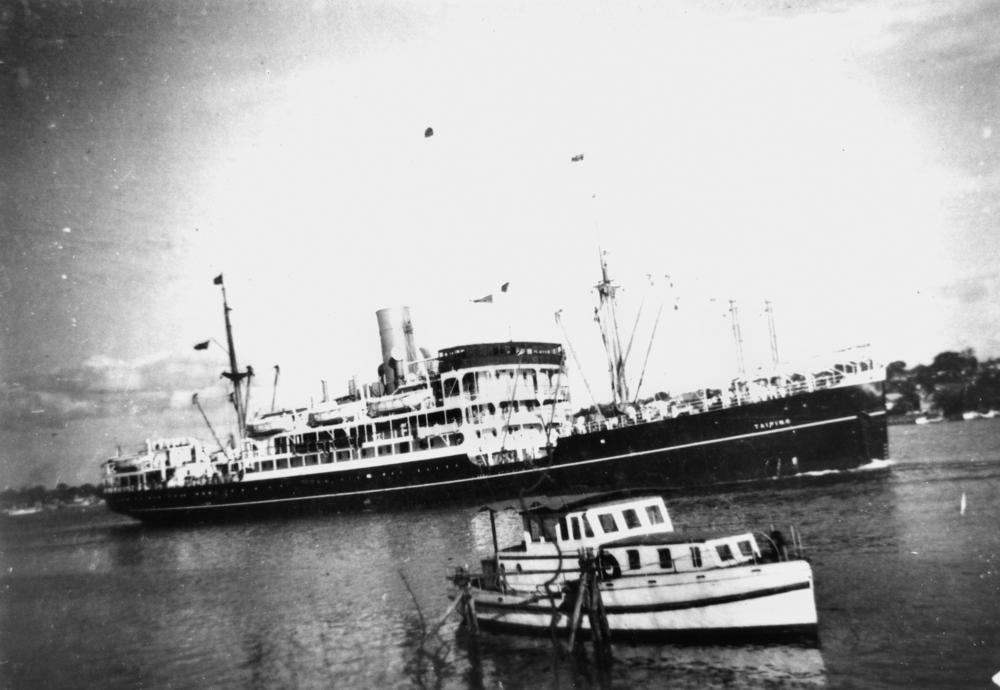
El Taiping en torno a 1953.

El Taiping estaba lleno a casi el doble de su capacidad nominal, transportando a más de 1.000 refugiados que huían del avance de las fuerzas comunistas chinas durante la Guerra Civil China, cuando partió de Shanghái, China, el 26 de enero de 1949, con destino a Keelung, Taiwán. Algunas estimaciones sitúan el número de pasajeros a bordo en más de 1.500 personas, aunque el barco sólo estaba clasificado para transportar 580 pasajeros.
Después de la medianoche del 27 de enero de 1949, el Taiping navegaba por la noche con las luces apagadas, debido al toque de queda  cuando chocó con el carguero más pequeño Chienyuan cerca del archipiélago de Zhoushan. Se hundió, matando a más de 1.500 pasajeros y miembros de la tripulación, incluidos más de 1.000 refugiados.
De las más de 1.500 personas que iban a bordo, solo sobrevivieron 35 (incluidas dos personas del Chienyuan). Fueron rescatados por el HMAS Warramunga y pescadores de la isla Zhoushan. Un superviviente murió más tarde por agotamiento físico tras estar a la deriva en el mar frío durante un tiempo. Al final, sobrevivieron unas 50 personas (gracias al rescate de los pasajeros anónimos).
Tras un prolongado reacondicionamiento desde 1947, el Taiping reanudó su servicio en septiembre de 1949. Ocho años más tarde, el servicio del barco se dio por terminado en Hong Kong y fue vendido como chatarra en 1961.

## Conmemoración

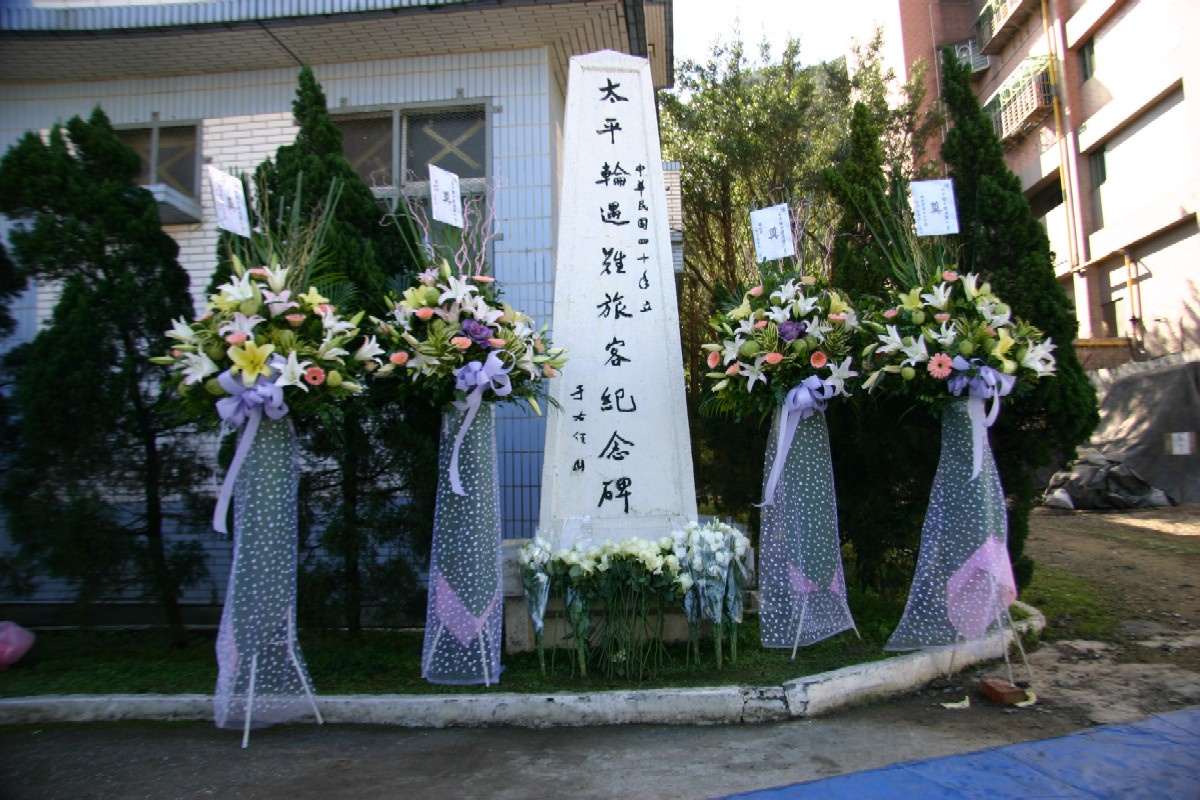
Monumento al hundimiento en Keelung.

Taiping, que realizó muchos viajes entre China continental y Taiwán antes de su trágico final, ha sido comparada con el Mayflower por su papel en traer inmigrantes chinos a Taiwán. También ha sido comparada con el RMS Titanic, que se hundió en 1912, debido a la pérdida similar de vidas en su hundimiento. Se estableció un monumento al barco y a quienes murieron a bordo en la base naval del puerto de Keelung en Taiwán.

## En la cultura popular
The Crossing, una película de 2014 dirigida por John Woo, trata sobre el hundimiento del Taiping.